# Carlos Pérez (kanovaarder)
Carlos Pérez (Cangas do Morrazo 12 april 1979) is een Spaans kanovaarder. 
Pérez won tijdens de wereldkampioenschappen in 2003 de zilveren medaille op de K-1 500 meter. 
Een jaar later tijdens de Olympische Zomerspelen 2004 kwam Pérez niet verder dan de halve finale in de K-1 500 meter.
Pérez behaalde zijn grootste succes samen met Saúl Craviotto door het winnen van olympisch goud in de K-2 500 meter in 2008. De spelen van 2008 waren de laatste keer dat de K-2 over 500 meter op het olympisch programma stond.
Pérez werd in totaal viermaal wereldkampioen, iedere keer op een niet-olympisch onderdeel, eenmaal op de K-2 200 meter en driemaal op de K-1 4x200 meter.

## Belangrijkste resultaten

### Olympische Zomerspelen
| Editie | Plaats | Resultaten            |
| ------ | ------ | --------------------- |
| 2004   | Athene | Halve finale K-1 500m |
| 2008   | Peking | K-2 500m              |

### Wereldkampioenschappen vlakwater
| Jaar | Plaats                | Resultaten            |
| ---- | --------------------- | --------------------- |
| 2003 | Gainesville (Georgia) | K-1 500m              |
| 2005 | Zagreb                | K-1 200m              |
| 2006 | Szeged                | K-1 200m              |
| 2009 | Dartmouth             | K-1 4x200m · K-2 200m |
| 2010 | Poznan                | K-1 4x200m · K-2 200m |
| 2011 | Szeged                | K-1 4x200m            |

1976: Joachim Mattern & Bernd Olbricht ·
1980: Vladimir Parfenovitsj & Sergej Tsjoechrai ·
1984: Ian Ferguson & Paul MacDonald ·
1988: Ian Ferguson & Paul MacDonald ·
1992: Kay Bluhm & Torsten Gutsche ·
1996: Kay Bluhm & Torsten Gutsche ·
2000: Zoltán Kammerer & Botond Storcz ·
2004: Ronald Rauhe & Tim Wieskötter ·
2008: Saúl Craviotto & Carlos Pérez ·
2024: Max Lemke & Jacob Schopf